# Imperi Tangut
L'Imperi tangut, també conegut pel nom xinès d'Imperi Xia Occidental, Imperi de Xi Xia o  Regne de Xi-xia (西夏, Wade-Giles: Hsi Hsia, pinyin: Xī Xià) va ser un estat que va existir entre els anys 982 i 1227 al nord-oest del territori actual de la República Popular Xina.
Situat en part del territori ocupat en l'actualitat per les províncies de Gansu i Shaanxi i per la regió autònoma Hui de Ningxia, l'estat va ser fundat pels tanguts, un poble nòmada que descendia dels Tabgatch, el poble que havia fundat la dinastia xinesa dels Wei del Nord. Els tanguts tenien la seva pròpia llengua, el tangut, caracteritzat per un complexíssim sistema d'escriptura, l'escriptura tangut, composta per milers de caràcters, la immensa majoria dels quals no han pogut ser desxifrats.

## Relació amb els estats xinesos
Malgrat mantenir una identitat cultural i lingüística pròpia, l'Imperi tangut va mantenir una relació molt estreta amb el món xinès. A més a més de la classe dirigent tangut, gran part de la població consistia en xinesos han, així com tibetans i uigurs.
La ubicació de l'estat tangut en plena Ruta de la Seda li donava un paper important en el comerç exterior dels estats xinesos orientals, tant amb les dinasties fundades al nord-est de la Xina pels també pobles nòmades khitan i jurchens (dinasties Liao i Jin), així com amb la dinastia Song del sud, residu de la dinastia Song que mantenia el poder al sud del riu Huai He. La pràctica del budisme tàntric a Xia Occidental va donar lloc a la propagació d'alguns costums relacionats amb el sexe. En el segle xii, abans que poguessin casar-se amb homes de la seva mateixa ètnia quan arribessin als 30 anys, les dones uigurs a Shaanxi tenien fills després de tenir diverses relacions amb homes xinesos han, amb la qual cosa el seu atractiu com a esposa millorava si ella havia estat amb un gran nombre d'homes.

## Història

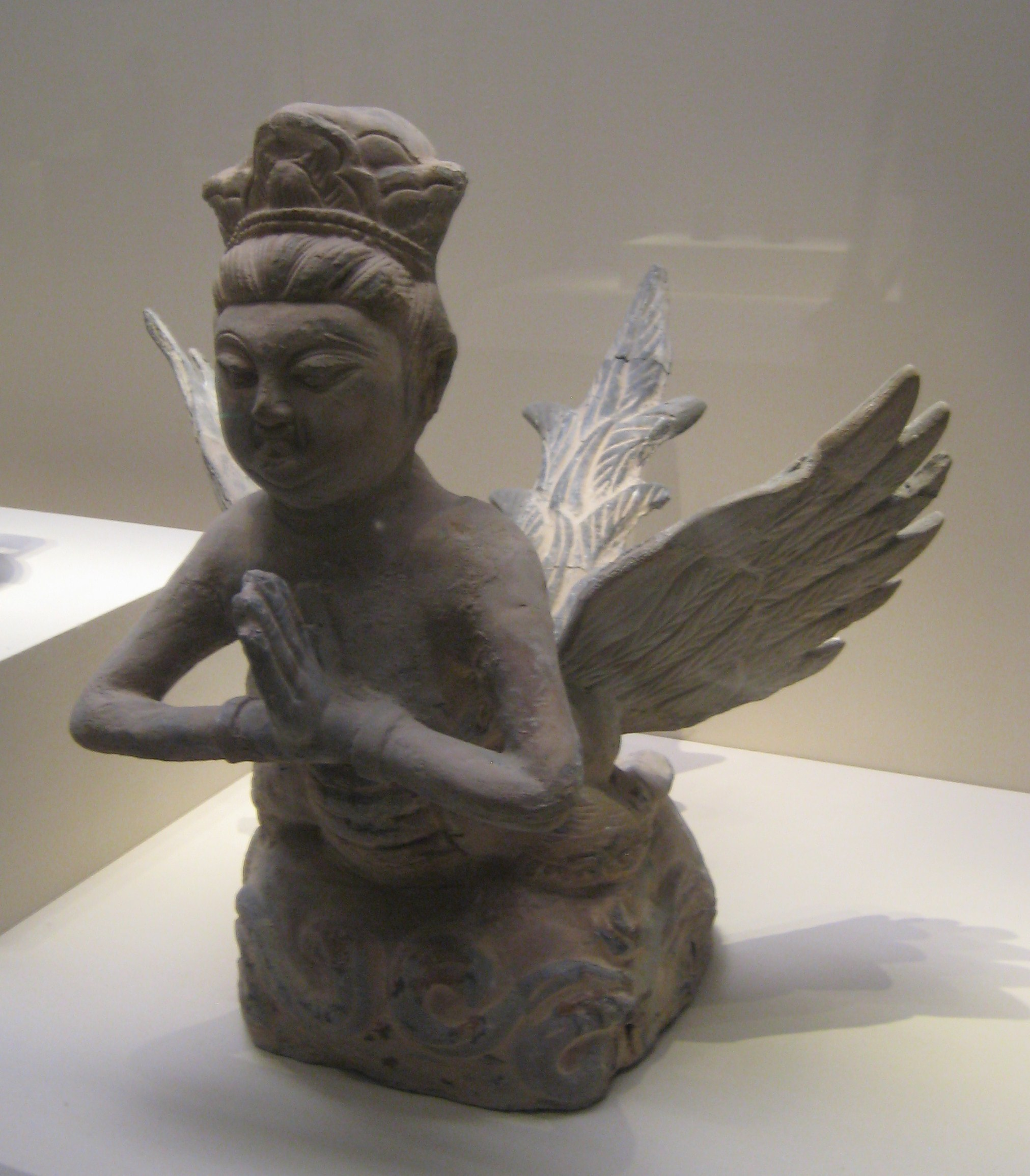
Ceràmica gris. Kalaviṅka és una figura comuna en l'art tangut, que es va originar durant el període de l'Imperi tangut, que va durar des de 1038 fins a 1227.

### Fundació
La fundació d'un estat per part dels tangut es remunta a l'any 982, però seria el 1038 quan el governant tangut Lǐ Yuánhào (李元昊) es va nomenar a si mateix emperador, i va exigir de l'emperador Song el reconeixement com a igual. La cort Song acceptava reconèixer Li Yuanhao com a 'governant', però no com a 'emperador', títol que considerava exclusiu de l'emperador Song. Després d'intensos contactes diplomàtics, el 1043 l'estat Tangut acceptaria reconèixer l'emperador Song com a emperador en canvi d'un tribut anual, i això suposava un reconeixement tàcit per part dels Song del poder militar i econòmic dels tangut.

## Declivi i caiguda
Tot just un any després d'assolir aquest acord amb els Song, el poder dels tangut es va veure afeblit per la invasió dels khitan. L'Imperi tangut sobreviuria de forma precària fins a ser finalment conquerit per l'Imperi Mongol de Genguis Kan en 1227 que van canviar el nom del país pel de Ningxia. Els mongols conqueririen també la dinastia Jin i dinastia Song que governava el sud del país, unificant la Xina i Mongòlia sota la nova dinastia Yuan. Alguns membres del clan reial de Xia Occidental van emigrar cap a l'oest de Sichuan, al nord del Tibet, també, possiblement, a l'Índia del Nord-est i en alguns casos van ser governants locals. Un petit estat de Xia Occidental es va establir al Tibet al llarg dels trams superiors del riu Yalong mentre que d'altres poblacions Xia es van establir en el que avui són les modernes províncies de Henan i Hebei. A la Xina, les restes de Xia Occidental van persistir fins a la meitat de la dinastia Ming.

## Governants de l'Imperi Xia Occidental
| Nom            | Nom Póstumo        | Nom Personal        | Temps Regnat |
| -------------- | ------------------ | ------------------- | ------------ |
| Jǐngzōng 景宗  | Wǔlièdì 武烈帝     | Lǐ Yuánhào 李元昊   | 1038-1048    |
| Yìzōng 毅宗    | Zhāoyīngdì 昭英帝  | Lǐ Liàngzuò 李諒祚  | 1048-1067    |
| Huìzōng 惠宗   | Kāngjìngdì 康靖帝  | Lǐ Bǐngcháng 李秉常 | 1067-1086    |
| Chóngzōng 崇宗 | Shèngwéndì 聖文帝  | Lǐ Qiánshùn 李乾順  | 1086-1139    |
| Rénzōng 仁宗   | Shèngzhēndì 聖禎帝 | Lǐ Rénxiào 李仁孝   | 1139-1193    |
| Huánzōng 桓宗  | Zhāojiǎndì 昭簡帝  | Lǐ Chúnyòu 李純佑   | 1193-1206    |
| Xiāngzōng 襄宗 | Jìngmùdì 敬穆帝    | Lǐ Ānquán 李安全    | 1206-1211    |
| Shénzōng 神宗  | Yīngwéndì 英文帝   | Lǐ Zūnxū 李遵頊     | 1211--1223   |
| Xiànzōng 獻宗  | no conegut         | Lǐ Déwàng 李德旺    | 1223--1226   |
| Mòdi 末主      | no conegut         | Lǐ Xiàn 李晛        | 1226-1227    |